# Эренберг (Хильдбургхаузен)
Эренберг (нем. Ehrenberg) — община в Германии, в земле Тюрингия.
Входит в состав района Хильдбургхаузен. Подчиняется управлению Фельдштайн. Население составляет 190 человек (на 31 декабря 2010 года). Занимает площадь 2,08 км².